# 天堂之门 (大马士革)
天堂之门（阿拉伯语：‎; Bab al-Faradis）或阿马拉门（Bab al-Amara），是叙利亚大马士革的8座城门之一。它是该市北侧的城门之一，在古罗马时代命名为“天堂之门” ，是因为周围环绕着许多水源和花园。另一个名称 阿马拉门，得名于旧城的阿马拉区在14世纪人们在此相聚。